# Olena Petrova
Olena Petrova (n. 24 septembrie 1972, Șarkan⁠(d), RSFS Rusă, URSS) este o biatlonistă ce a reprezentat Uniunea Republicilor Sovietice Socialiste, medaliată olimpică. A participat la 4 ediții ale Jocurilor Olimpice (1994, 1998, 2002, 2006) în care a câștigat o medalie de argint.